# Dominique de Ligny
Dominique de Ligny est un ecclésiastique français, né en 1623 est mort en 1681. Il fut évêque de Meaux de 1659 à sa mort

## Biographie
Désigné comme coadjuteur de l'évêque de Meaux le 11 juin 1658 il est confirmé et nommé le 13 janvier 1659 et ordonné comme évêque titulaire de « Philadelphie-en-Arabie » le 9 mars. Il succède au siège épiscopal dès le 12 mars suivant. C'est sur sa demande, qu'un arrêt de 1662 supprime le prêche et interdit l'inhumation des calvinistes dans le cimetière de la commune de Claye.